# Ateneu (filòsof)
Ateneu, en llatí Athenaeus, en grec antic Ἀθήναιος, fou un filòsof estoic que Porfiri menciona en la seva vida de Plotí.
Un filòsof epicuri que portava aquest nom, esmentat per Diògenes Laerci, era una persona diferent.